# Herman Chadwick Larraín
Herman Chadwick Larraín (Santiago de Chile, 2 de abril de 1968) es un abogado chileno, conocido como síndico de quiebras, exinterventor de Colonia Dignidad, de la aerolínea Aero Continente e Inverlink, entre otras importantes sociedades. En 2014 fue declarado culpable por casos de corrupción en el caso Caval, debiendo pagar una pena de libertad vigilada, una multa millonaria y siendo inhabilitado para ejercer como síndico hasta 2022.

## Familia
Hijo primogénito de Herman Chadwick Piñera y María Larraín Herrera, forma parte de la familia Chadwick. Fue el nieto favorito de Herman Chadwick Valdés. De hecho, su abuelo le dejó en su testamento el manejo de sus bienes familiares, además de pedirle que lo reemplazara en sus funciones como Conservador de Bienes Raíces durante un año, recibiendo por ello uno de los salarios más altos de Chile.

## Biografía
Herman fue interventor en distintas causas de narcotráfico, designado en este rol por el Consejo de Defensa del Estado. Entre estas causas estuvieron la del Cabro Carrera, la Operación Océano y Aero Continente. Más tarde postuló y fue seleccionado para ejercer como síndico de quiebra. Bajo esta labor, su primer caso fue el de un fundo de paltas. Luego de esto fue designado para trabajar en Colonia Dignidad, y posteriormente en Inverlink, Salmones Andes, Textiles Novel, Textiles Pollack y Austral Food, entre otras sociedades.

## Controversias

### Caso Caval
En 2014, Herman Chadwick Larraín, ejerciendo como síndico de quiebras, apareció vinculado al caso Caval en la liquidación de tres predios en Machalí, los cuales pertenecían a Wiesner S.A., y fueron adquiridos por la empresa ligada a Natalia Compagnon, nuera de la expresidenta Michelle Bachelet, en 3500 millones de pesos y luego vendidos en 6500 millones. En marzo del mismo año, el juez de garantía de Rancagua condenó a Chadwick Larraín a tres años y un día de libertad vigilada, además del pago de alrededor de 150 millones de pesos, en su calidad de autor del delito reiterado de ventajas indebidas del síndico, en grado consumado, al haber gestionado el Convenio Judicial Preventivo de la Sociedad Wiesner S.A., el cual involucró la venta de terrenos en Machalí a Caval. Además de lo anterior, fue inhabilitado por ocho años para ejercer como síndico. Esta condena fue ratificada en junio de 2014 por la Corte Suprema.